# Manaquí cuaample
El manaquí cuaample (Ceratopipra chloromeros) és un ocell de la família dels píprids (Pipridae).

## Hàbitat i distribució
Habita la selva pluvial, a les terres baixes a l'est del Perú i nord i est de Bolívia.